# Золка Вторая
Зо́лка Втора́я (кабард.-черк. Етӏуанэ Дзэлыкъуэ) — река в республике Кабардино-Балкария. Протекает по территории Зольского района. Устье реки находится в 22 км по правому берегу реки Мокрая Золка. Длина реки составляет 11 км, площадь водосборного бассейна 30,6 км².
Берёт своё начало с северного склона Джинальского хребта. Впадает в реку Мокрая Золка к югу от села Зольское. Вдоль долины реки расположено село — Залукодес.

## Данные водного реестра
По данным государственного водного реестра России относится к Западно-Каспийскому бассейновому округу, водохозяйственный участок реки — Кума от впадения реки Подкумок до Отказненского гидроузла. Речной бассейн реки — Бессточные районы междуречья Терека, Дона и Волги.
Код объекта в государственном водном реестре — 07010000612108200001997.